# Giovanna Griffo
Giovanna Griffo (Catanzaro, 15 agosto 1972) è una fotografa italiana, istruttrice e divulgatrice dello sviluppo digitale fotografico.

## Biografia

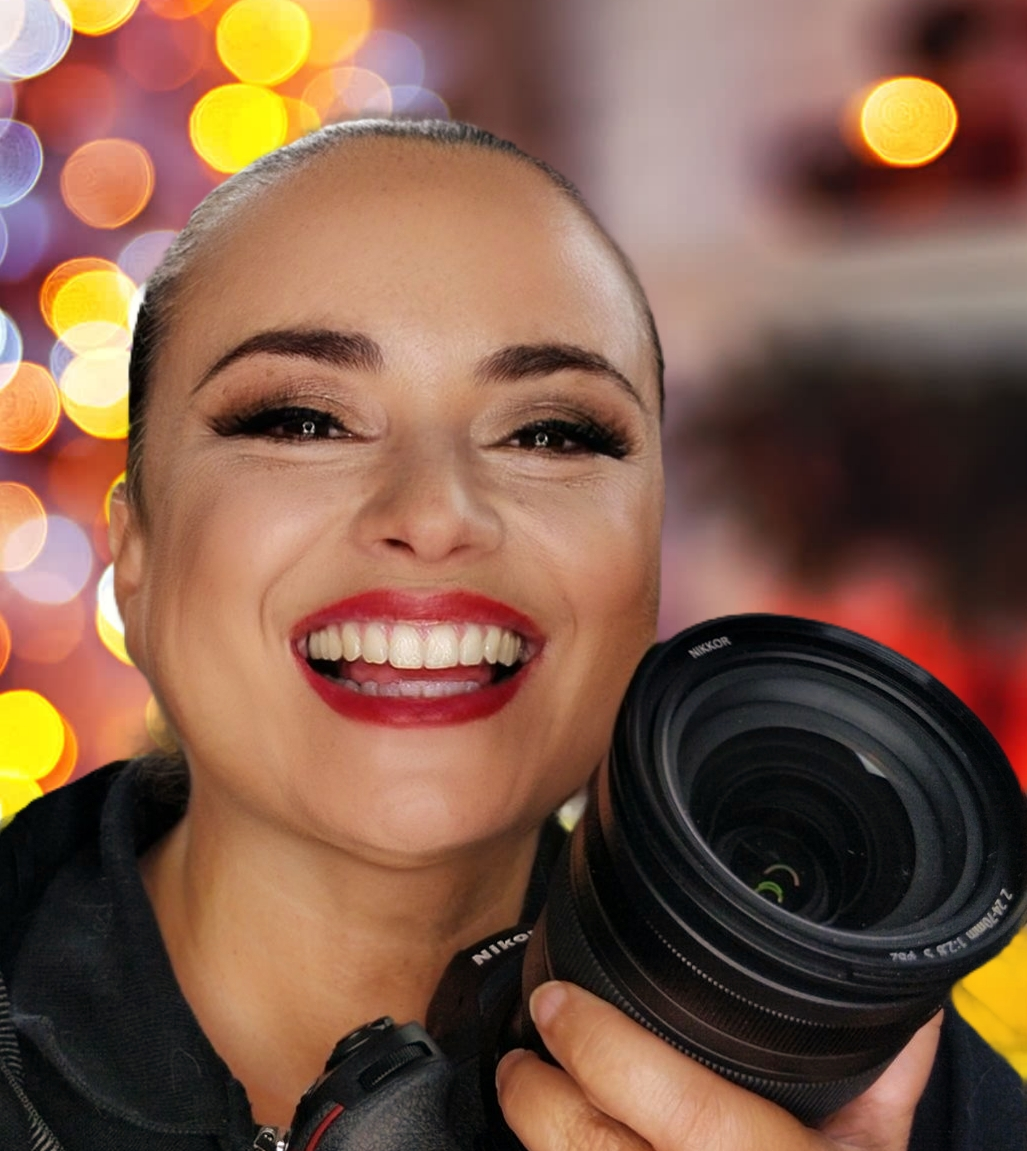
Giovanna Griffo

Figlia d'arte di madre pittrice e padre scultore, si avvicina al mondo dell'arte sin da bambina facendo della fotografia - negli anni successivi - il suo mezzo più congeniale. Comincia le primissime esperienze nel campo della fotografia analogica all'età di 6 anni nella camera oscura del padre, dove assisteva allo sviluppo degli scatti della Leica CL che le dava in prestito. Nel 1997 consegue la laurea in Ingegneria informatica presso la Sapienza - Università di Roma, e trova lavoro come consulente aziendale (professione che abbandonerà definitivamente 17 anni dopo).
Nel 2005 acquista la sua prima macchina fotografica digitale, una Nikon D70, e sperimenta le tecniche di sviluppo in camera chiara dei negativi digitali. Nel dicembre dello stesso anno fonda il portale didattico di condivisione fotografica MaxArtis, dove gli utenti possono postare i propri scatti e ricevere critiche e commenti dagli altri membri della Community. 
Dal 2009 è fotografa professionista specializzata in Fine art e Travel, docente e relatore specializzato in Sviluppo Digitale Fotografico e Postproduzione in seminari e workshop a livello nazionale. Divulgatrice, promotore ed organizzatore di eventi culturali legati al mondo dell'arte e della formazione fotografica, collabora con Editrice Progresso con pubblicazioni divulgative sulla fotografia. Le sue fotografie sono state scelte per campagne pubblicitarie ed editorial di livello internazionale da Nissan, Hewlett Packard, Ford Foundation, Columbia University Press, Bloomberg, Pushkin Press UK, Schurman Retail, Group Daily Mail e W.H. Freeman & Co./Worth Publisher. È rappresentata a Londra e New York dall'agenzia Gallery Stock. Dal 2019 è uno dei docenti per conto di Nikon School Italia, con cui collabora anche come uno degli autori delle collane Master di Fotografia (25 volumi editi da Nikon, Corriere della Sera e Corriere dello Sport) nei volumi 6 e 23 e Accademia di Fotografia nel volume 20. 
A partire dal 2022 si occupa delle nuove frontiere dell'intelligenza artificiale generativa applicata alla fotografia professionale, con attività di divulgazione e docenza in seminari nazionali ed internazionali, e consulenze per professionisti ed aziende che scelgono di integrare le AI nei propri flussi di lavoro. Nel 2024 è ospite del programma RAI "Oggi è" per parlare di intelligenza artificiale e sintografia in occasione della Giornata Mondiale della Fotografia. 

## Curiosità
- Nel 2018, Giovanna Griffo ha collaborato con le sue fotografie alla realizzazione del film Ti presento Sofia di Guido Chiesa, in cui il personaggio di Mara - interpretato da Micaela Ramazzotti - ne mostra gli scatti in alcune scene.
- Il 21 marzo 2019 fa un'apparizione come identità in un episodio dell'ottava stagione della trasmissione televisiva I Soliti Ignoti.
- Ha partecipato con una delle sue opere alla 17-esima edizione di Scatti per Bene[11], asta benefica di fotografie d’autore realizzata in collaborazione con la casa d’aste Sotheby’s Italia.

## Premi e riconoscimenti
- 2020 - Finalista Siena Photo Awards[12]
- 2020 - Vincitrice Prix de la Photographie de Paris – categoria Special[13]
- 2020 - Finalista HIPA PHOTO CONTEST – WATER[14]
- 2018 - Hipa International Photograpy Award - Finalista nella categorie "The Moment"[15] e "General Color"[15]
- 2017 - Sony World Photography Award - Commended Open Category Nature[16]
- 2017 - Epson International Pano Award - Bronze Award
- 2015 - Epson International Pano Award - Bronze Award
- 2015 - Vincitrice Concorso Fotografico nazionale "Tutte le emozioni del mondo" - Lonely Planet[17]
- 2013 - Premio Fotografo dell'anno - Club Fotografico Cavese
- 2006 - Premio Speciale per la Fotografia - Associazione Internazionale Magna Grecia